# Xanthoparmelia rankinensis
Xanthoparmelia rankinensis är en lavart som beskrevs av Elix. Xanthoparmelia rankinensis ingår i släktet Xanthoparmelia och familjen Parmeliaceae.   Inga underarter finns listade i Catalogue of Life.